# Lemucaguin
Lemucaguin, un mapuche de Andalicán, fue el sucesor de Turcupichun como toqui del norte del butalmapu moluche del río Biobío en 1558 y el primer amerindio en usar armas de fuego en batalla. 

## Biografía
Organizó un destacamento de arcabuceros con las armas capturadas en la Batalla de Marihueñu. Continuó la guerra contra García Hurtado de Mendoza después de la ejecución de Caupolicán y Turcupichun. El establecimiento del pucará de Quiapo y otros en lugares destinados a bloquear el acceso español a la región de Arauco. Fue el primer toqui en utilizar armas de fuego y artillería en la Batalla de Quiapo. Sin embargo, murió en esta batalla, en 1558, y fue reemplazado por Illangulién. El historiador, Juan Ignacio Molina, indica que el toqui que comandó en Quiapo fue Caupolicán el joven, hijo del ejecutado toqui Caupolicán.